# Stranger(álbum de Yung Lean)
Stranger é o terceiro álbum de estúdio do rapper sueco Yung Lean. Foi lançado em 10 de novembro de 2017 pela gravadora YEAR0001 e foi produzido de forma executiva por Gud, com produção adicional de Whitearmor e Yung Sherman.

## Composição
Stranger é o terceiro álbum de estúdio de Yung Lean.
Muitas das faixas são remanescentes do projeto paralelo de Lean, JonatanLeandoer127. Juntamente com o lirismo habitual do Lean, há muitos temas expressos no álbum de perda e vida além da morte de outra pessoa, provavelmente referindo-se à morte de seu empresário Barron Machat em 2015.
O título do projeto, assim como muitos dos temas e letras apresentados ao longo do álbum, são referências a romances de terror sobrenaturais e literatura gótica. Yung Lean menciona especificamente a influência de obras como The King in Yellow, de Robert W. Chambers, The Temple of the Golden Pavillion, de Yukio Mishima, juntamente com os escritos de Roberto Bolaño, Julio Cortázar e Edgar Allan Poe em entrevista à DAZED.
De influência particular parece ser a série de contos de Chambers, O Rei de Amarelo. Nessas histórias, um motivo recorrente aparece centrado nos efeitos sobrenaturais de uma peça fictícia que causa loucura quando lida, também intitulada O Rei de Amarelo. Um dos personagens principais desta peça fictícia é conhecido como 'The Stranger'.

## Recepção da Critica
No Metacritic, que atribui uma classificação normalizada de 100 a críticas de publicações populares, Stranger recebeu uma pontuação média de 63, com base em 12 avaliações, indicando uma recepção "geralmente favorável". Jamie Milton, da revista NME, observou que "A tragédia envolve o trabalho de Yung Lean, e os melhores momentos de" Stranger "o encontram canalizando turbulências em algo catártico" e disse que Stranger estava "triste, desesperado e desolado".  Ao escrever para o The Observer, Tara Joshi achou o disco mais confortável do que o trabalho anterior de Lean, especificamente seu segundo álbum de gravadora, "canalizando sua visão exclusivamente nebulosa do hip-hop melódico" e disse que "Stranger é especialmente marcante por sua bela produção, à deriva com o brilho sombrio de sintetizadores, que pode parecer um pouco sinuoso e sem rumo, mas evita a auto-indulgência. " Meaghan Garvey, da Pitchfork, disse que o" terceiro álbum do rapper sueco oferece vislumbres de todo o seu potencial, músicas que perfuram o distanciamento que uma vez obscureceu a verdadeira emoção ". e disse que "Nesses momentos, a identidade de Lean muda de algo emprestado para algo inato.

## Faixas
| Nº             | Titulo                | Produtor(es)         | Duração |
| -------------- | --------------------- | -------------------- | ------- |
| 1.             | "Muddy Sea"           | Yung Sherman         | 2:44    |
| 2.             | "Red Bottom Sky"      | Gud                  | 5:03    |
| 3.             | "Skimask"             | Gud                  | 3:16    |
| 4.             | "Silver Arrows"       | - Gud - Whitearmor   | 3:06    |
| 5.             | "Metallic Intuition"  | Gud                  | 3:35    |
| 6.             | "Push/Lost Weekend"   | Gud                  | 2:54    |
| 7.             | "Salute/Pacman"       | Whitearmor           | 3:17    |
| 8.             | "Drop It/Scooter"     | - Gud - Whitearmor   | 4:05    |
| 9.             | "Hunting My Own Skin" | - Gud - Whitearmor   | 3:02    |
| 10.            | "Iceman"              | Whitearmor           | 3:14    |
| 11.            | "Snakeskin/Bullets"   | Gud                  | 1:07    |
| 12.            | "Fallen Demon"        | Yung Sherman         | 2:47    |
| 13.            | "Agony"               | Gud                  | 3:34    |
| 14.            | "Yellowman"           | - Gud - Yung Sherman | 4:42    |
| Duração Total: | Duração Total:        | Duração Total:       | 46:26   |

## Referencias
1. ↑  «The 15 Essential SoundCloud Rap Albums» (em inglês). 3 de março de 2020
2. 1 2  «Stranger by Yung Lean» (em inglês)
3. ↑  «Yung Lean's Second Chance» (em inglês)
4. ↑  Dazed (7 de novembro de 2017). «Yung Lean talks strange days and mythical cities» (em inglês)
5. ↑  Stranger by Yung Lean (em inglês), consultado em 13 de maio de 2020
6. ↑  «Yung Lean - 'Stranger' Album Review» (em inglês). 9 de novembro de 2017
7. ↑  Joshi, Tara (12 de novembro de 2017). «Yung Lean: Stranger review – hypnotic soundscapes». The Observer (em inglês). ISSN 0029-7712
8. ↑  «Yung Lean: Stranger» (em inglês)